# Шейкино (Куньинский район)
Ше́йкино — деревня в Куньинском районе Псковской области России. Входит в состав Куньинской волости.

## География
Расположена в 23 км к северу от райцентра, пгт Кунья.

## Население
| 2001 | 2002 | 2010 |
| ---- | ---- | ---- |
| 455  | ↘425 | ↘356 |

Численность населения деревни по оценке на начало 2001 года составляла 455 жителей.

## История
С января 1995 до апреля 2015 года деревня входила в состав ныне упразднённой Назимовской волости в качестве её административного центра.